# Lạt-ma

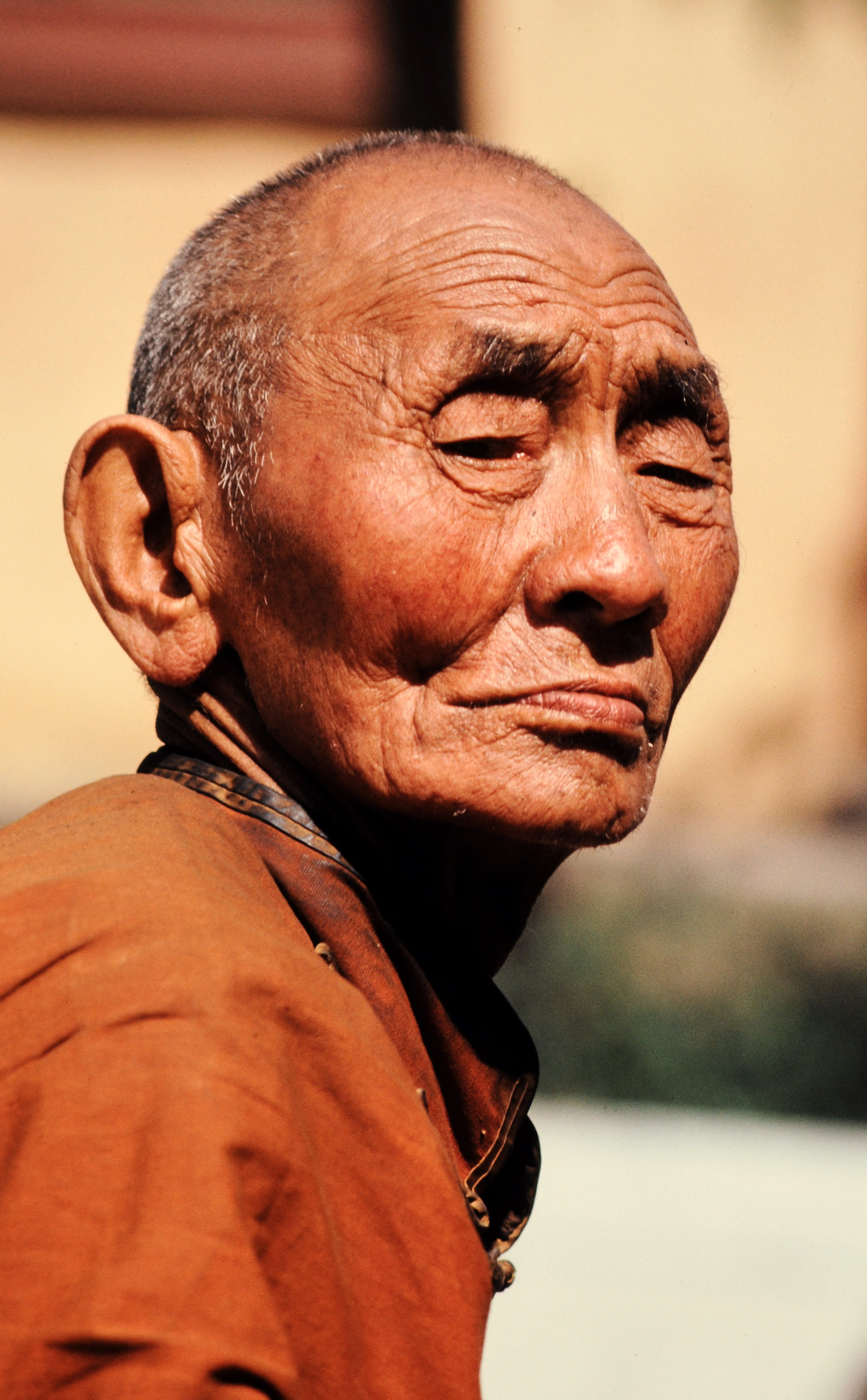
Một vị Lạt-ma tại Mông Cổ

Lạt-ma (zh. 喇嘛, bo. བླ་མ་, sa. guru) là hiện thân của giáo pháp, theo Phật giáo Tây Tạng. Danh từ Lạt-ma được dùng gần giống như guru, Đạo sư của Ấn Độ, nhưng tại đây, Lạt-ma mang thêm nhiều ý nghĩa khác. Trong Kim cương thừa, Lạt-ma không phải chỉ là người giảng dạy giáo pháp mà còn là người thực hành các nghi lễ. Vị này thường là người lĩnh đạo các đạo trường và được xem thuộc về các dòng tái sinh Châu-cô (bo. སྤྲུལ་སྐུ་). Vị Lạt-ma uyên thâm, danh tiếng thường được gọi với danh hiệu "Rinpoche" (quý báu phi thường). Ngày nay, danh từ Lạt-ma hay được dùng để gọi các vị cao tăng Tây Tạng, không kể trình độ chứng đạo của các vị đó.
Vì Lạt-ma đóng một vai trò quan trọng như thế nên có khi nền Phật giáo Tây Tạng cũng được gọi là Lạt-ma giáo. Người ta cũng không nên xem Lạt-ma như tăng sĩ bình thường, vì Lạt-ma được xem là hiện thân của Phật trong lúc tăng sĩ chỉ là người tu học trong chùa chiền hay tu viện. Trong Kim cương thừa, muốn theo học, hành giả phải được Quán đỉnh qua một hay nhiều vị Lạt-ma. Trong các giáo pháp cao tột như Đại thủ ấn (sa. mahāmudrā) hay Đại cứu cánh (bo. རྫོགས་ཆེན་) thì ngay từ đầu, mọi phép thiền quán đã phải tập trung lên một vị Lạt-ma dù cho vị đó không hiện diện. Một khi vị đó có mặt, thì thái độ của học trò lại càng tuân thủ theo nguyên tắc, nhất là sự vâng lời tuyệt đối. Vai trò gạch nối giữa Phật và tín đồ của Lạt-ma cho phép các vị này không những hướng dẫn học trò mà còn giáo hoá Phật pháp cho quần chúng, cũng như giúp Phật tử trừ tà hay cầu an cầu siêu. Các Lạt-ma có những thuật riêng để thực hiện nhiệm vụ đó, mà người ta hay nhắc đến nhất là những điệu múa đặc biệt và tụng niệm Tử thư.
Thời gian tu học của các vị Lạt-ma rất gian nan. Trước hết các vị học tập kinh điển giáo pháp và thực hành thiền định. Sau khi sống viễn li (nhập thất) ít nhất ba năm mới được mang danh hiệu Lạt-ma và bắt đầu giảng dạy.